# Puebla (stad)
Heroica Puebla de Zaragoza (Nederlands: Heldhaftig Puebla van Zaragoza) is de hoofdstad van de Mexicaanse staat Puebla. Puebla heeft 1,4 miljoen inwoners, de agglomeratie heeft meer dan drie miljoen inwoners.
Op 5 mei 1862 werd de Slag bij Puebla gevochten. De Mexicaanse generaal Ignacio Zaragoza wist het Franse leger, dat als het sterkste ter wereld beschouwd werd, te verslaan. Deze gebeurtenis wordt nog elk jaar in Mexico gevierd als cinco de mayo.
In Puebla bevinden zich het hoofdkwartier en de belangrijkste fabriek van Volkswagen in Mexico, de New Beetle werd hier gemaakt. Puebla wordt beschouwd als de oorsprong van de mole, een gekruide saus met chocolade, kaneel en noten.

## Stadsbeeld
Het koloniale centrum van de stad staat op de werelderfgoedlijst van de UNESCO. De meeste koloniale gebouwen zijn in goede staat (hersteld), maar er zijn ook een groot aantal vervallen gebouwen uit de koloniale periode. Bekende gebouwen in Puebla zijn de kathedraal, de grootste van Mexico na die van Mexico-Stad, en de uitbundig met bladgoud gedecoreerde Rosariokapel, onderdeel van de Santo Domingo-kerk. Opvallend is verder ook de Biblioteca Palafoxiana, met nog een oude boekenmolen. Centrum van de stad is het sfeervolle zócalo.

## Andere namen
Een verouderde naam van de stad, die soms nog weleens gebruikt wordt, is Puebla de los Ángeles. Puebla heeft als bijnaam Angelópolis (Engelenstad). Naar aanleiding van de slag bij Puebla heeft de stad als eretitel Heroica Puebla de Zaragoza (Heldhaftig Puebla van Zaragoza) gekregen. In het Nahuatl wordt de stad Cuetlaxcoapan genoemd.

## Geboren
- Carlos Bermudez de Castro (1678-1729), aartsbisschop van Manilla
- Martín Carrera (1806-1871), militair en politicus (president in 1855)
- Gabino Barreda (1820-1881), filosoof en arts
- Vicente Suárez (1833-1847), militair (een van de Niños Héroes)
- Albert Baez (1912-2007), Mexicaans-Amerikaans natuurkundige
- Manuel Bartlett (1936), politicus
- Gerardo Clemente Vega García (1940-2022), generaal en politicus
- Alejandro Edda (1984), acteur

Agavelandschap en oude industriële faciliteiten van Tequila · Hydraulisch systeem van het aquaduct van Padre Tembleque · Oude Mayastad en beschermde tropische regenwouden van Calakmul, Campeche · Historische versterkte stad Campeche · Precolumbiaanse stad Chichén Itzá · Centrale Universiteitsstadscampus van de Nationale Autonome Universiteit van Mexico · Biosfeerreservaat El Pinacate y Gran Desierto de Altar · El Camino Real de Tierra Adentro · Precolumbiaanse stad El Tajín · Franciscaanse missieposten in de Sierra Gorda van Queretaro  · Historische stad Guanajuato en aangrenzende mijnen · Hospicio Cabañas, Guadalajara · Eilanden en beschermde gebieden in de Golf van Californië · Luis Barragánhuis en -studio · Historisch Centrum van Mexico-Stad en Xochimilco · Vroeg-16e-eeuwse kloosters op de hellingen van de Popocatépetl · Historisch centrum van Morelia · Historisch centrum van Oaxaca en Monte Albán · Precolumbiaanse stad en nationaal park Palenque · Archeologische zone van Paquimé, Casas Grandes · Historisch centrum van Puebla · Historische monumentenzone van Querétaro · Revillagigedo-archipel · Biosfeerreservaat van de monarchvlinder · Rotstekeningen van de Sierra de San Francisco · Beschermde stad San Miguel en het Heiligdom van Jesús de Nazareno de Atotonilco · Sian Ka'an · Precolumbiaanse stad Teotihuacan · Historische monumentenzone van Tlacotalpan · Precolumbiaanse stad Uxmal · Walvisreservaat van El Vizcaíno · Archeologische monumentenzone van Xochicalco · Historisch centrum van Zacatecas · Tehuacán-Cuicatlánvallei: oorspronkelijke habitat van Mesoamerika
- Biblioteca Nacional de España: XX451381
- Bibliothèque nationale de France: cb11952897s (data)
- Catàleg d'autoritats de noms i títols de Catalunya: 981058607834306706
- Gemeinsame Normdatei: 4047790-3
- Library of Congress Control Number: n79070133
- MusicBrainz: dcbf2147-3560-42ff-a6f2-2629de7b450a
- Nationale Bibliotheek van Tsjechië: xx0028476
- Nationale Bibliotheek van Israël: 987007564348805171
- Virtual International Authority File: 152431104
- WorldCat: E39PBJdGQgHRpjQXPWWjgCdqQq